# Veronika Pincová
Veronika Pincová (* 15. listopadu 1989, Příbram) je česká fotbalistka, která hraje na pozici obránce.

## Kariéra

### Klubová kariéra
S fotbalem začínala v žákovských týmech v Dobříši. Poté přešla do klubu SK Slavia Praha, ve kterém odehrála celou dosavadní kariéru. Se Slavií získala čtyři české tituly, dvakrát vyhrála český pohár a zahrála si v lize mistrů. V anketě Fotbalista roku 2011 byla vyhlášena nejlepší fotbalistkou.

### Reprezentace
V letech 2006–2008 nastupovala v české dívčí reprezentaci do 19 let, ve které odehrála 15 zápasů, v nichž vstřelila tři góly. V dospělé ženské reprezentaci nastupovala od roku 2007 a odehrála v ní 39 zápasů a vstřelila čtyři branky. Svůj zatím poslední zápas odehrála v neúspěšné kvalifikaci na MS 2019 v roce 2017 proti Islandu.